# 白色
白色是最明亮以及色度最低的顏色，與之相反的是黑色。純白色的物體會完全反射和散射所有可見光，常見的白色物體包括雪、牛奶等。白色可以從顏料得來，尤其是二氧化鈦；白光可以由混合紅光、綠光與藍光生成，例如電子顯示器上的白光。

## 颜色
在绘画中，可以用白色颜料描绘白色，白色颜料和黑色颜料混合可以得到灰色，和其他颜料混合可以让其他颜色的色度减弱，明度提高。在東亞傳統繪畫创作中，经常利用纸的白色，在画面上留出空白，稱為留白。

## 白光
以前许多科学家认为，白光是最基本的光，其他颜色的光是在白光上添加了某些元素。但英国科学家艾萨克·牛顿的研究，揭露了白光是由光谱中各种颜色的光组成的。现在光学中，称黑体在加热到不同温度释放出的辐射光都叫做“白光”，最低发光温度为2848 K，相当于白炽灯泡的温度；剧场中白光的温度达到3200K；白天天光的温度相当于5400K，但是由多种颜色的光组成的，从最低温度的红光到将近25000K的紫光都包括在内。但并不是所有黑体辐射都是白光，宇宙背景辐射也是黑体辐射，只有3K。

### 标准白光
国际照明协会所规定的标准白光是6500K时的黑体辐射，相当于白天的天光。

## 文化含义

### 種族
白色被用于種族指白种人，虽然他们的肤色较浅，但也不是真正的白色，只是相对于其他肤色较深的所謂有色人种而言。

### 政治
白色是和平的象征。相对于左派的红色，白色在政治上被一部分国家用作右派或君主專制的象征标志，该传统起源于反對波旁王朝的法國大革命及俄罗斯革命、芬兰内战期間白军和红军之间的战斗。
白丝带是反对对妇女使用暴力运动的标志，后来有些女权运动也使用，2003年在加拿大成为反对伊拉克战争的标志。

#### 白旗
白旗在歷史上的战争中常被用來表達投降或停戰。在日內瓦公約中，白旗代表“願意停止敵對行動”，並希望與敵方進行談判或要求停戰。

### 傳統文化
在某些文化中，白色代表高貴、神聖、純潔，大和民族、朝鮮民族、鮮卑族、契丹族、党項族、蒙古族、女真族等都崇尚白色，中國殷朝、魏晉南北朝時期也尚白，視為神聖、高貴的顏色，如晉朝太子妃婚服為白色，陳朝白帽為皇帝、皇太子專用。大和族自室町時代武家新娘婚服為白色的白無垢和服。在西方白色象征纯洁，是西方婚禮上的主要用色，因此稱為白色婚禮，新娘的礼服婚紗也使用白色。在印度教的瓦爾那中，白色是婆羅門的顏色，象徵純潔。
在中国、朝鮮、越南和印度，白色是丧礼服装的颜色，代表哀悼。
在中國傳統文化中，白色象征西方和五行中的金，是五色之一。
白色在京剧脸谱中代表阴险、奸诈的角色，如《三國演義》改編作品中的曹操。

### 科學相關
白色在电阻色碼中代表9（數字、乘冪），但不使用於誤差。
“白夜”是靠近南北极地区的一种现象，在夏日最长时太阳刚下山又东升，终夜不黑。
白内障指眼的晶状体变成浑浊的白色不透明，从而造成失明的症状。

### 其他
台語中常以「白目」來形容一個人有眼無珠，是一種用來罵人思考事情不夠周全的常用語。「網路小白」是以該詞延伸而來的網路流行用語，意指無視於網站規範或他人權益，在網路上搗蛋的破壞者。
白色給人一種簡單的感覺，因此在中文中以白話稱呼口語，白話文代表一種比較接近生活口語的文體，相對於比較複雜難懂的文言文。

## 颜色代码
- 網絡編碼 = #ffffff
- RGB紅綠藍光系統 =（紅255, 綠255, 藍255）
- CMYK四色印刷系统=（青0, 品红0, 黄0, 黑0）

## 相關顏色
- 黑色
- 阿爾法通道